# Aero-Targ
Aero-Targ (Aerotarg) – jedna z pierwszych w Polsce krajowych linii lotniczych, założona 10 maja 1921 w Poznaniu, w celu obsługi uczestników i odwiedzających I Targ Poznański.

## Historia

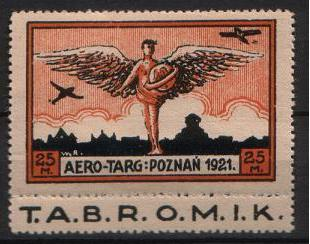
Okolicznościowy znaczek dopłaty do przesyłki lotniczej

Komitet organizacyjny pierwszej edycji Targów Poznańskich (późniejszych Międzynarodowych Targów Poznańskich) postanowił uruchomić - podczas trwania imprezy - połączenie lotnicze pomiędzy Poznaniem, Warszawą i Gdańskiem w celu szybkiego dowozu uczestników targów do Poznania. W tym celu, 10 maja 1921 utworzono Towarzystwo Komunikacji Powietrznej Aero-Targ. W celu sfinansowania przedsięwzięcia komitet organizacyjny targów wyasygnował sumę 5 mln marek polskich. Aero-Targ nawiązał współpracę z gdańskim towarzystwem przewozowym Danziger Luftpost, od którego wypożyczył sześć Junkersów F 13. Linia rozpoczęła działalność 28 maja 1921 w dniu otwarciu targów i wykonywała loty do 5 czerwca 1921, do dnia ich zamknięcia. Z okazji uruchomienia połączenia Poczta Polska wydała okolicznościowy znaczek dopłaty do przesyłki lotniczej. W czasie trwania targów wykonano 58 lotów na trasie Poznań–Warszawa–Poznań i 30 lotów na trasie Poznań–Gdańsk–Poznań, przewieziono około 100 pasażerów i 3000 kg przesyłek. Jednak przedsięwzięcie okazało się deficytowe i 5 mln marek, wyłożonych na potrzeby linii, nie zwróciło się organizatorom.
Lot samolotem Aero-Targu opisał Jerzy Waldorff w eseju "Harfy leciały na północ".